# Kondratjewo (obwód irkucki)
Kondratjewo (ros. Кондратьево) – wieś (sieło) w Rosji, w obwodzie irkuckim, w rejonie tajszeckim. W 2010 liczyła 190 mieszkańców.